# Monte Mario

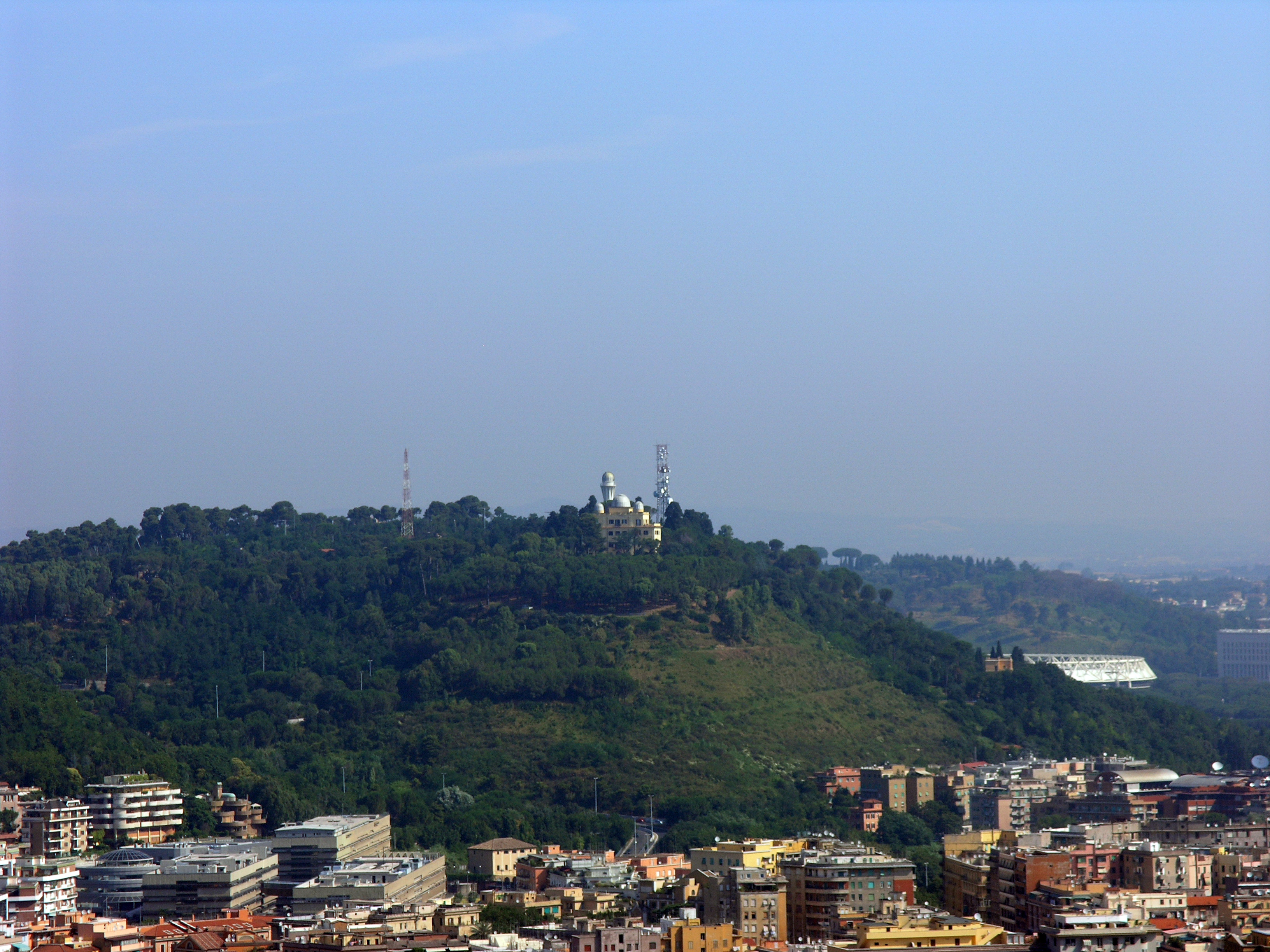
Der Monte Mario

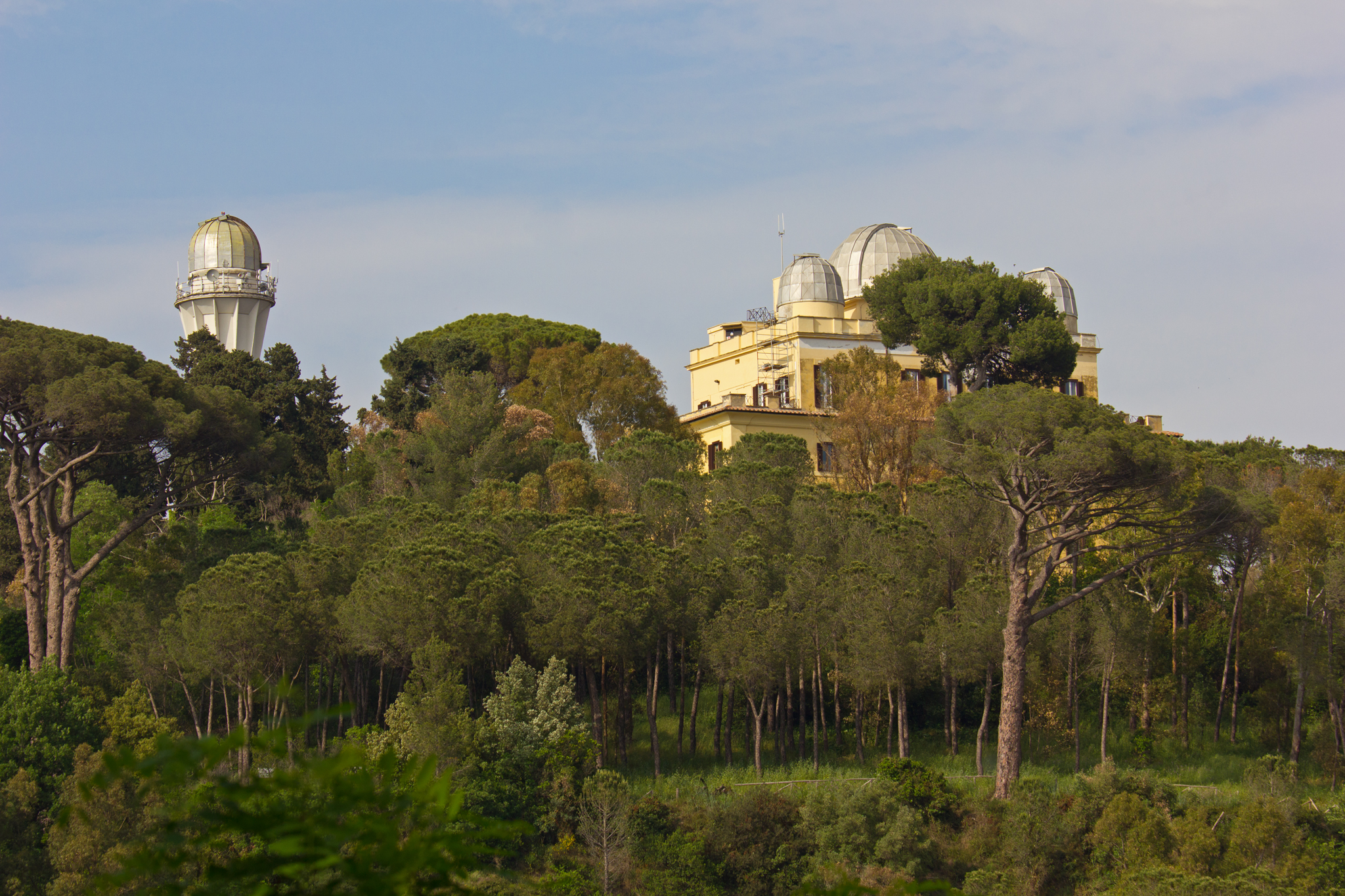
Monte-Mario-Observatorium

Der Monte Mario ist ein Hügel im Nordwesten von Rom. Er befindet sich rechts des Tibers an der Grenze der Munizipien I und XIV. Mit einer Höhe von 139 Metern über dem Meer ist er der höchste Hügel der italienischen Hauptstadt, er zählt jedoch nicht zu den sieben eigentlichen Hügeln Roms.

## Name und Geschichte
Die alten Römer bezeichneten den Hügel als Mons Vaticanus oder als Clivus Cinnae. Der heutige Name bezieht sich möglicherweise auf das von dort manchmal zu sehende Meer (mare) oder auf die Villa des Kardinals Mario Mellini. Im Mittelalter führte hier die Via Francigena vorbei; die Pilger nannten den Berg auch Mons Gaudii. Einer anderen Theorie zufolge stammt der Name von Monte Malo.
Nach der Einigung Italiens wurde auf dem Hügel zwischen 1877 und 1882 das Forte Monte Mario als Teil der Stadtbefestigung Roms erbaut. 1938 eröffnete dort einer von heute drei Standorten des Osservatorio Astronomico di Roma. Es wird vom Istituto Nazionale di Astrofisica betrieben, das auf dem Monte Mario auch seinen Sitz hat. Der 1870 von dem Jesuiten und Astronomen Angelo Secchi festgelegte Meridian von Rom, der bis 1964 als Grundlage für die offizielle italienische Kartografie diente, hatte die Villa Mellini auf dem Monte Mario als Bezugspunkt (der Torre del Meridiano erinnert daran). 1937 wurde auf dem Monte Mario eine erste Sendeanlage in Betrieb genommen. Der westliche Teil des Hügels wurde schrittweise besiedelt, den Osten und Norden hat man hingegen unter Naturschutz gestellt. Inmitten der nordöstlichen Abhänge befindet sich die Villa Madama, die von der italienischen Regierung als Konferenzzentrum genutzt wird.